# Ani stín podezření
Ani stín podezření (v anglickém originále Shadow of a Doubt) je americký černobílý film z roku 1943. Natočil jej režisér Alfred Hitchcock podle scénáře Thorntona Wildera, Sally Bensonové a Almy Revillové, který vycházel z původního příběhu od Gordona McDonella. Pojednává o údajném vrahovi Charliem Oakleym (Joseph Cotten), který se ukrývá v domě rodiny své starší sestry Emmy (Patricia Collinge) v Kalifornii. Další hlavní role ve filmu ztvárnili Teresa Wrightová (Charlieho neteř Charlotte), Henry Travers (jeho švagr) a Macdonald Carey a Wallace Ford (detektivové). Režisér Hitchcock ve filmu, stejně jako ve většině svých dalších filmů, vystupuje v cameo roli (hraje karty při Charlieho cestě vlakem do Kalifornie). Hudbu k filmu složil Dimitri Tiomkin. Hitchcock při více příležitostech uvedl, že jde o jeho nejoblíbenější film. Snímek se v roce 1958 dočkal remaku pod názvem Step Down to Terror. Další adaptace vyšla v roce 1991 pod názvem Vražedné pochybnosti.